# Borăscu
Borăscu est une commune roumaine située dans le județ de Gorj.